# 天使美樹
天使 美樹（あまつか みき、1980年7月10日 - ）は、日本の元AV女優、ストリッパー。
神奈川県出身。浅草ロック座所属。

## 略歴
- 2002年 - 『Heart』でAVデビュー。
- 同年からはストリッパーとしての活動を開始[1]。
- 2010年以降は作品を出していない。

## 人物
- 特技：クラシックバレエ[1]

## 作品

### アダルトビデオ
- Heart（2002年9月25日、メディアステーション）
- 初恋地獄篇（2002年10月20日、宇宙企画）
- Sweet Mix（2002年12月18日、宇宙企画）「Heart」「初恋地獄篇」を収録
- 日本的美少女+ぶっかけ（2003年3月20日、SODクリエイト）
- 美少女調教レズ 〜はじめてのいたずら〜（2003年6月20日、SODクリエイト）共演:宝来みゆき、愛田るか
- ミラクル☆デュオ 日本的美少女の悩み（2003年10月18日、SODクリエイト）共演:愛原千咲
- NO.1 聖☆天使美樹（2003年12月4日、アイエナジー）
- 美少女便器II〜秘密のウンチ〜（2003年12月25日、SODクリエイト）共演:めろん、川原レイナ
- アナタの子供がほしい 天使美樹 中出し（2004年1月8日、SODクリエイト）
- 新 君を犯したい2（2004年1月8日、アイエナジー）
- 全裸バレエ（2004年3月18日、SODクリエイト）共演:緒川さら、松雪ひかる
- 無色の妖精 Remix of 天使美樹（2004年4月3日、SODクリエイト）
- 元祖デマンドの種 アダルトバラエティ決定版（2004年5月3日、SODクリエイト）他出演:夏目ナナ、黒沢愛、坂下麻衣、田村麻衣、桜井彩美、ミュウ、ナンシー、千堂まこと、林葉直子(特別出演)
- 監督の特権を最大限に利用して純粋無垢な美少女達をいたずらしちゃいました!!（2004年5月20日 SODクリエイト）他出演:佐倉美桜、愛原千咲、桜井あみ、長谷川ゆい
- 完全攻略!! 天使美樹（2004年7月8日、アイエナジー）
- 暴虐のレッスン（2005年2月25日、シネマジック）共演:白鳥るり

他